# Alcone
Nella mitologia greca Alcone (dal greco Ἄλκων), era un eroe ateniese e abilissimo arciere.

## Il mito
Alcone, figlio di Eretteo e padre di Falero, un giorno si ritrovò davanti ad un gigantesco serpente che stava attaccando suo figlio. Lo aveva stretto nelle spire e stava per ucciderlo quando Alcone preso il suo arco scagliò tante frecce che colpirono tutte solo l'animale senza neppure scalfire suo figlio.
È ritenuto uno dei compagni di Eracle.

## Pareri secondari
Secondo altre fonti con il nome di Alcone si trovano due distinte figure mitologiche, ma ad ognuna di esse è correlato lo stesso aneddoto.

### Fonti
- Valerio Flacco, Argonautiche;
- Apollonio Rodio, Argonautiche;
- Pseudo-Apollodoro, Libro I, Argonautiche;
- Igino, Fabulae.

### Moderna
- Robert Graves, I miti greci.
- Angela Cerinotti, Miti greci e di Roma antica.
- Anna Ferrari, Dizionario di mitologia, ISBN 88-02-07481-X.